# Родиола
Родио́ла (лат. Rhodíola) — род многолетних растений семейства Толстянковые (Crassulaceae).

## Ботаническое описание
Обычно голые травянистые многолетники, с хорошо развитым одревесневшим корневищем с каудексом. Корневище толстые, массивные или тонкие, ползучие или восходящие, апикальная часть, как правило, эпигеогенная, несущая листья и (или) чешуевидные корневищные листья. Стебли неветвистые, прямостоячие или несколько изогнутые, многочисленные или в незначительном числе, часто прошлогодние остающиеся.
Листья скученные, очерёдные, плоские, до почти цилиндрических, прижатые, часто почти редуцированные, треугольные или полукруглые, перепончатые, коричневые или буроватые. 
Цветки в конечных, щитковидных, головчато-щитковидных или кистевидных соцветиях, актиноморфные , четырёх- или пятичленные, очень редко шестичленные, преимущественно двудомные, реже обоеполые. Чашелистики остающиеся, мясистые, у женских растений более-менее сросшиеся в трубку, цельнокрайние, обычно равные. Лепестки всегда супротивны завязям, свободные, обычно длиннее чашелистиков, тонкие, белые, красноватые, тёмно-пурпурно-красные, бледно-жёлто-зеленые или жёлтые. Тычинок вдвое больше, чем лепестков, обычно 8—10 (как исключение 12), примерно одинаковой длины, супротивные лепесткам в основании срастаются с ними, очередные лепесткам — свободные.
Плод — прямая 4—5 (6)-листовка, с коротким носиком или без него. Семена  немногочисленные мелкие.

## Распространение
Встречается преимущественно в арктических и горных районах Евразии с центром видоразнообразия в Восточных Гималях и Тибете. Широкое распространение получил ареал лишь одного вида — Родиолы розовой (Rhodiola rosea), которая встречается в Альпах и других высокогорьях Европы, Восточной Азии, восточной части Северной Америки, а также в арктических районах Нового и Старого Света.

## Виды
Число подтвержденных видов колеблется от 53 до 75. В соответствии с WFO Plant List по состоянию на июнь 2025 года род Rhodiola L. включает:
- Rhodiola algida (Ledeb.) Fisch. & C.A.Mey. — Родиола морозная
- Rhodiola alsia (Fröd.) S.H.Fu
- Rhodiola angusta Nakai
- Rhodiola atsaensis (Fröd.) H.Ohba
- Rhodiola atuntsuensis (Praeger) S.H.Fu
- Rhodiola bupleuroides (Wall. ex Hook.f. & Thomson) S.H.Fu
- Rhodiola calliantha (H.Ohba) H.Ohba
- Rhodiola chrysanthemifolia (H.Lév.) S.H.Fu
- Rhodiola coccinea (Royle) Boriss. — Родиола ярко-красная
- Rhodiola crenulata (Hook.f. & Thomson) H.Ohba
- Rhodiola cretinii (Raym.-Hamet) H.Ohba
- Rhodiola discolor (Franch.) S.H.Fu
- Rhodiola dumulosa (Franch.) S.H.Fu
- Rhodiola fastigiata (Hook.f. & Thomson) S.H.Fu
- Rhodiola forrestii (Raym.-Hamet) S.H.Fu
- Rhodiola gelida Schrenk — Родиола холодная
- Rhodiola handelii H.Ohba
- Rhodiola heterodonta (Hook.f. & Thomson) Boriss. — Родиола разнозубчатая
- Rhodiola himalensis (D.Don) S.H.Fu — Родиола гималайская
- Rhodiola hobsonii (Prain ex Raym.-Hamet) S.H.Fu
- Rhodiola humilis (Hook.f. & Thomson) S.H.Fu
- Rhodiola integrifolia Raf. — Родиола цельнолистная
- Rhodiola junggarica Chang Y.Yang & N.R.Cui
- Rhodiola kaschgarica Boriss. — Родиола кашгарская
- Rhodiola kirilowii (Regel) Maxim. — Родиола Кирилова
- Rhodiola liciae (Raym.-Hamet) S.H.Fu
- Rhodiola linearifolia (Royle) S.H.Fu
- Rhodiola litvinovii Boriss. — Родиола Литвинова
- Rhodiola macrocarpa (Praeger) S.H.Fu
- Rhodiola marginata Grierson
- Rhodiola multibracteata H.Chuang
- Rhodiola nobilis (Franch.) S.H.Fu
- Rhodiola pamiroalaica Boriss. — Родиола памироалайская
- Rhodiola prainii (Raym.-Hamet) H.Ohba
- Rhodiola primuloides (Franch.) S.H.Fu
- Rhodiola purpureoviridis (Praeger) S.H.Fu
- Rhodiola quadrifida Fisch. & C.A.Mey. — Родиола четырёхнадрезанная
- Rhodiola recticaulis Boriss. — Родиола прямостебельная
- Rhodiola rhodantha (A.Gray) H.Jacobsen — Родиола розовоцветковая
- Rhodiola rosea L. — Родиола розовая
- Rhodiola sachalinensis Boriss. — Родиола сахалинская
- Rhodiola semenovii (Regel & Herder) Boriss. — Родиола Семёнова
- Rhodiola serrata H.Ohba
- Rhodiola sexifolia S.H.Fu
- Rhodiola sherriffii H.Ohba
- Rhodiola sinuata (Royle ex Edgew.) S.H.Fu
- Rhodiola smithii (Raym.-Hamet) S.H.Fu
- Rhodiola stapfii (Raym.-Hamet) S.H.Fu
- Rhodiola stephanii (Cham.) Trautv. & C.A.Mey. — Родиола Стефана
- Rhodiola subopposita (Maxim.) H.Jacobsen
- Rhodiola tangutica (Maxim.) S.H.Fu — Родиола тангутская
- Rhodiola tibetica (Hook.f. & Thomson) S.H.Fu — Родиола тибетская
- Rhodiola wallichiana (Hook.) S.H.Fu
- Rhodiola yunnanensis (Franch.) S.H.Fu — Родиола юннаньская